# اسوتلانا بوگینسکایا
اسوتلانا بوگینسکایا ورزشکار زن رشتهٔ ژیمناستیک اهل کشور بلاروس است. وی در بین سال‌های ‎۱۹۸۸ تا ۱۹۹۲ میلادی در مسابقات بازی‌های المپیک تابستانی در مجموع ۵ مدال، شامل ۳ مدال طلا و ۱ نقره و ۱ برنز را کسب کرد.